# Elena Moldovan Popoviciu
Elena Moldovan Popoviciu (* 26. August 1924 in Cluj, Rumänien; † 24. Juni 2009 ebenda) war eine rumänische Mathematikerin und Hochschullehrerin. Sie war Professorin an der Babeș-Bolyai-Universität Cluj und forschte im Bereich der Funktionalanalysis.

## Leben und Werk
Moldovan Popoviciu war die Tochter von Ioan Moldovan und seiner Frau Rozalia. Sie besuchte die Grund- und weiterführende Schule in Cluj und studierte nach dem Abitur von 1944 bis 1947 an der Universität von Cluj. Nach Beginn des Zweiten Weltkriegs wurde 1940 der nordwestliche Teil Rumäniens im Wiener Diktat an Ungarn übergeben und im Zuge der territorialen Neuordnungen zogen die rumänische Universität nach Sibiu und Timișoara und die ungarische Universität von Szeged nach Cluj um. 1945 zog die rumänische Universität nach Cluj zurück und trägt seither den Namen von Victor Babeș. 1947 erhielt Moldovan Popoviciu dort einen Bachelor-Abschluss in Mathematik und unterrichtete  anschließend bis 1949 an einer Schule in Cluj. Von 1949 bis 1951 war sie Assistentin an der Fakultät der Mathematik der Universität von Cluj und begann ein Promotionsstudium bei Grigore Calugăreănu. Sie wechselte aber ihr Forschungsthema zur Theorie der konvexen Funktionen und der Theorie der Interpolationsfunktionen unter der Betreuung von Tiberiu Popoviciu. Bei ihm promovierte sie 1960 mit der Dissertation ''Sets of Interpolating Functions and the Notion of Convex Function''. Von 1957 bis 1975 war sie Leiterin des Forschungssektors am Institut für Informatik der Rumänischen Akademie und 1960 wurde sie zur außerordentlichen Professorin an der Fakultät für Mathematik der Babeş-Bolyai-Universität von Cluj ernannt.
1964 heiratete sie den Mathematiker Tiberiu Popoviciu und war dann bekannt als Elena Popoviciu. Sie schrieb Artikel sowohl unter dem Namen Elena Moldovan als auch unter dem Namen Elena Popoviciu. 1969 wurde sie zur ordentlichen Professorin an der Babeș-Bolyai-Universität von Cluj ernannt, wo sie unter anderen Kursen zur Analysis, Abstrakte Algebra, Funktionalanalysis, Lineare Programmierung, Verteilungstheorie, Approximationstheorie und Operationsrechnung lehrte.
Sie betreute seit 1974 an der Universität 23 Doktoranden und war Dozentin in Polen, Bulgarien, Frankreich, Ungarn und Deutschland. 1960 gründete sie das Forschungsseminar über Best Approximation and Mathematical Programming und 1974 das Interdisziplinäre Forschungslabor.
Sie war auch an der redaktionellen Arbeit der folgenden mathematischen Zeitschriften beteiligt: Revue D'analyse Numérique Et de Théorie de L'approximation und Annals of the Tiberiu Popoviciu Seminar of Functional Equations, Approximation and Convexity. 2003 gründete sie das Fachmagazin Annals of the Tiberiu Popoviciu Seminar of Functional Equations, Approximation and Convexity .
Moldovan Popoviciu erhielt Mitte der 1960er Jahre den Staatspreis der Rumänischen Volksrepublik und 1972 den Simion-Stoilow-Preis der Rumänischen Akademie für ihre Leistungen in Mathematik.  1999 fand an der Babeș-Bolyai-Universität in Cluj eine Konferenz zu Ehren von ihrem 75. Geburtstag statt und eine zweite Konferenz zu ihrem 80. Geburtstag fünf Jahre später.

## Veröffentlichungen (Auswahl)
- Hommage à l'occasion d'un important anniversaire [35 years of the Calculus Institute at Cluj]. Rev. Anal. Numér. Théor. Approx. 21 (2), 1992, 183–189.
- Un important anniversaire pour la science roumaine. Rev. Anal. Numér. Théor. Approx. 31 (2), 2002, S. 207–216.
- Sur certains résultats ayant comme point de départ le programme de recherche de l'Institut de Calcul de Cluj-Napoca de l'Académie Roumaine. Rev. Anal. Numér. Théor. Approx. 28 (1), 1999, S. 79–84.
- Essai concernant une analyse qualitative bernsteinienne. Rev. Anal. Numér. Théor. Approx. 27 (2), 1998, S. 331–338.